# Alkan 1-monooksigenaza
Alkan 1-monooksigenaza (EC 1.14.15.3, alkanska 1-hidroksilaza, omega-hidroksilaza, masna kiselina omega-hidroksilaza, alkanska monooksigenaza, 1-hidroksilaza, alkanska hidroksilaza) je enzim sa sistematskim imenom alkan,redukovani-rubredoksin:kiseonik 1-oksidoreduktaza. Ovaj enzim katalizuje sledeću hemijsku reakcijuČ
oktan + redukovani rubredoksin + O2 {\displaystyle \rightleftharpoons } 1-oktanol + oksidovani rubredoksin + 2O
Neki enzimi u ovoj grupi su hem-tiolatni proteini (P-450). Oni takođe hidroksilišu masne kiseline u omega-poziciji.

## Literatura
- Nicholas C. Price; Lewis Stevens (1999). Fundamentals of Enzymology: The Cell and Molecular Biology of Catalytic Proteins (Third изд.). USA: Oxford University Press. ISBN 019850229X.
- Eric J. Toone (2006). Advances in Enzymology and Related Areas of Molecular Biology, Protein Evolution (Volume 75 изд.). Wiley-Interscience. ISBN 0471205036.
- Branden C; Tooze J. Introduction to Protein Structure. New York, NY: Garland Publishing. ISBN 0-8153-2305-0.
- Irwin H. Segel. Enzyme Kinetics: Behavior and Analysis of Rapid Equilibrium and Steady-State Enzyme Systems (Book 44 изд.). Wiley Classics Library. ISBN 0471303097.

## Spoljašnje veze
- Alkane+1-monooxygenase на 